# Giải vô địch bóng đá châu Âu 2012 (vòng loại bảng C)
Dưới đây là kết quả các trận đấu trong khuôn khổ bảng C - vòng loại giải vô địch bóng đá châu Âu 2012. 6 đội bóng châu Âu bao gồm Ý, Serbia, Slovenia, Bắc Ireland, Estonia và quần đảo Faroe thi đấu trong hai năm 2010 và 2011, theo thể thức lượt đi-lượt về, vòng tròn tính điểm, lấy hai đội đầu bảng tham gia vòng chung kết.

## Bảng xếp hạng
| Đội            | St | T | H | B | Bt | Bb | Hs  | Điểm |
| -------------- | -- | - | - | - | -- | -- | --- | ---- |
| Ý              | 10 | 8 | 2 | 0 | 20 | 2  | +18 | 26   |
| Estonia        | 10 | 5 | 1 | 4 | 15 | 14 | +1  | 16   |
| Serbia         | 10 | 4 | 3 | 3 | 13 | 12 | +1  | 15   |
| Slovenia       | 10 | 4 | 2 | 4 | 11 | 7  | +4  | 14   |
| Bắc Ireland    | 10 | 2 | 3 | 5 | 9  | 13 | −4  | 9    |
| Quần đảo Faroe | 10 | 1 | 1 | 8 | 6  | 26 | −20 | 4    |

## Kết quả và lịch thi đấu
Lịch thi đấu của bảng G đã được quyết định bởi các đội tham dự sau một cuộc họp diễn ra tại Belgrade ngày 8 tháng 3 năm 2010.
| Estonia                    | 2–1      | Quần đảo Faroe |
| -------------------------- | -------- | -------------- |
| Saag 90+1' · Piiroja 90+3' | Chi tiết | Edmundsson 28' |

| Quần đảo Faroe | 0–3      | Serbia                                    |
| -------------- | -------- | ----------------------------------------- |
|                | Chi tiết | Lazović 14' · Stanković 18' · Žigić 90+1' |

| Estonia    | 1–2      | Ý                         |
| ---------- | -------- | ------------------------- |
| Zenjov 31' | Chi tiết | Cassano 60' · Bonucci 63' |

| Slovenia | 0–1      | Bắc Ireland  |
| -------- | -------- | ------------ |
|          | Chi tiết | C. Evans 70' |

| Serbia    | 1–1      | Slovenia      |
| --------- | -------- | ------------- |
| Žigić 86' | Chi tiết | Novaković 63' |

| Ý                                                                         | 5–0      | Quần đảo Faroe |
| ------------------------------------------------------------------------- | -------- | -------------- |
| Gilardino 11' · De Rossi 22' · Cassano 27' · Quagliarella 81' · Pirlo 90' | Chi tiết |                |

| Serbia    | 1–3      | Estonia                                         |
| --------- | -------- | ----------------------------------------------- |
| Žigić 60' | Chi tiết | Kink 63' · Vassiljev 73' · Luković 90+1' (l.n.) |

| Bắc Ireland | 0–0      | Ý |
| ----------- | -------- | - |
|             | Chi tiết |   |

| Slovenia                                                 | 5–1      | Quần đảo Faroe  |
| -------------------------------------------------------- | -------- | --------------- |
| Matavž 25', 36', 66' · Novakovič 72' (ph.đ.) · Dedič 84' | Chi tiết | Mouritsen 90+3' |

| Quần đảo Faroe | 1–1      | Bắc Ireland  |
| -------------- | -------- | ------------ |
| Holst 60'      | Chi tiết | Lafferty 76' |

| Estonia | 0–1      | Slovenia              |
| ------- | -------- | --------------------- |
|         | Chi tiết | Sidorenkov 66' (l.n.) |

| Ý | 3–0 (phán quyết của UEFA) | Serbia |
| - | ------------------------- | ------ |
|   | Chi tiết                  |        |

| Serbia                   | 2–1      | Bắc Ireland |
| ------------------------ | -------- | ----------- |
| Pantelić 65' · Tošić 74' | Chi tiết | McAuley 40' |

| Slovenia | 0–1      | Ý         |
| -------- | -------- | --------- |
|          | Chi tiết | Motta 73' |

| Estonia       | 1–1      | Serbia       |
| ------------- | -------- | ------------ |
| Vassiljev 84' | Chi tiết | Pantelić 38' |

| Bắc Ireland | 0–0      | Slovenia |
| ----------- | -------- | -------- |
|             | Chi tiết |          |

| Quần đảo Faroe | 0–2      | Slovenia                            |
| -------------- | -------- | ----------------------------------- |
|                | Chi tiết | Matavž 29' · Baldvinsson 47' (l.n.) |

| Ý                                     | 3–0      | Estonia |
| ------------------------------------- | -------- | ------- |
| Rossi 21' · Cassano 39' · Pazzini 68' | Chi tiết |         |

| Quần đảo Faroe                          | 2–0      | Estonia |
| --------------------------------------- | -------- | ------- |
| Benjaminsen 43' (ph.đ.) · A. Hansen 47' | Chi tiết |         |

| Bắc Ireland                              | 4–0      | Quần đảo Faroe |
| ---------------------------------------- | -------- | -------------- |
| Hughes 5' · Davis 66' · McCourt 71', 87' | Chi tiết |                |

| Quần đảo Faroe | 0–1      | Ý           |
| -------------- | -------- | ----------- |
|                | Chi tiết | Cassano 11' |

| Slovenia   | 1–2      | Estonia                           |
| ---------- | -------- | --------------------------------- |
| Matavž 78' | Chi tiết | Vassiljev 29' (ph.đ.) · Purje 81' |

| Bắc Ireland | 0–1      | Serbia       |
| ----------- | -------- | ------------ |
|             | Chi tiết | Pantelić 67' |

| Serbia                                    | 3–1      | Quần đảo Faroe  |
| ----------------------------------------- | -------- | --------------- |
| Jovanović 6' · Tošić 22' · Kuzmanović 69' | Chi tiết | Benjaminsen 37' |

| Estonia                                       | 4–1      | Bắc Ireland        |
| --------------------------------------------- | -------- | ------------------ |
| Vunk 28' · Kink 32' · Zenjov 59' · Saag 90+3' | Chi tiết | Piiroja 40' (l.n.) |

| Ý           | 1–0      | Slovenia |
| ----------- | -------- | -------- |
| Pazzini 85' | Chi tiết |          |

| Bắc Ireland | 1-2      | Estonia                    |
| ----------- | -------- | -------------------------- |
| Davis 22'   | Chi tiết | Vassiljev 77' (ph.đ.), 84' |

| Serbia       | 1-1      | Ý            |
| ------------ | -------- | ------------ |
| Ivanović 26' | Chi tiết | Marchisio 1' |

| Ý                                     | 3–0      | Bắc Ireland |
| ------------------------------------- | -------- | ----------- |
| Cassano 21', 53' · McAuley 74' (l.n.) | Chi tiết |             |

| Slovenia    | 1–0      | Serbia |
| ----------- | -------- | ------ |
| Vršič 45+1' | Chi tiết |        |

## Danh sách cầu thủ ghi bàn
6 bàn
- Antonio Cassano

5 bàn
| - Konstantin Vassiljev | - Tim Matavž |  |

3 bàn
| - Marko Pantelić | - Nikola Žigić |  |

2 bàn
| - Tarmo Kink - Kaimar Saag - Sergei Zenjov | - Fróði Benjaminsen - Giampaolo Pazzini - Steven Davis | - Paddy McCourt - Zoran Tošić - Milivoje Novakovič |

1 bàn
| - Raio Piiroja - Ats Purje - Martin Vunk - Joán Símun Edmundsson - Arnbjørn Hansen - Christian Holst - Christian Mouritsen - Leonardo Bonucci - Daniele De Rossi | - Alberto Gilardino - Claudio Marchisio - Thiago Motta - Andrea Pirlo - Fabio Quagliarella - Giuseppe Rossi - Corry Evans - Aaron Hughes - Kyle Lafferty | - Gareth McAuley - Branislav Ivanović - Milan Jovanović - Zdravko Kuzmanović - Danko Lazović - Dejan Stanković - Zlatko Dedič - Dare Vršič |

Phản lưới nhà
| - Raio Piiroja (trận gặp Bắc Ireland) - Andrei Sidorenkov (trận gặp Slovenia) | - Rógvi Baldvinsson (trận gặp Slovenia) - Gareth McAuley (trận gặp Ý) | - Aleksandar Luković (trận gặp Estonia) |